# Gates (Oregon)
Gates (korábban Henness majd Gatesville) az Amerikai Egyesült Államok északnyugati részén, Oregon állam Linn és Marion megyéiben elhelyezkedő város, a salemi és albany–lebanoni statisztikai körzetek része. A 2020. évi népszámlálási adatok alapján 548 lakosa van.

## Története
Az 1882-ben a Santiam folyó déli partján alapított település névadója a posta első vezetője, Jane Henness volt; 1892-ben az északi partra való átköltöztetéskor Gatesville-re nevezték át, de később felvette Mary Gates telepes nevét. Városi rangot 1950-ben kapott.
2020 augusztusában innen irányították a Beachie-patak menti tüzek oltását. A kezdetben 190 hektáros kiterjedésű tűz a szárazság és a nagy szél miatt 53 ezer hektárra terjedt ki, a tűzoltók pedig evakuálták az állomást. Gates a tűzben jelentősen megrongálódott.

## Éghajlat
A város éghajlata mediterrán (a Köppen-skála szerint Csb).

## Népesség
A 2010-es népszámláláskor a városnak 471 lakója, 222 háztartása és 129 családja volt. A népsűrűség 282 fő/km2. A lakóegységek száma 249, sűrűségük 149,1 db/km2. A lakosok 92,4%-a fehér, 0,2%-a afroamerikai, 1,7%-a indián, 0,8%-a ázsiai,  0,4%-a egyéb, 4,5%-a pedig kettő vagy több etnikumú. A spanyol vagy latino származásúak aránya 4,5% (   )
A háztartások 22,1%-ában élt 18 évnél fiatalabb. 44,6% házas, 5,9% egyedülálló nő, 7,7% egyedülálló férfi, 41,9% pedig nem család. 36,9% egyedül élt; 12,7%-uk 65 éves vagy idősebb. Egy háztartásban átlagosan 2,12 személy élt; a családok átlagmérete 2,7 fő.
A medián életkor 47,9 év volt. A város lakóinak 19,1%-a 18 évesnél fiatalabb, 5,2% 18 és 24 év közötti, 21,2%-uk 25 és 44 év közötti, 32,4%-uk 45 és 64 év közötti, 21,9%-uk pedig 65 éves vagy idősebb. A lakosok 53,9%-a férfi, 46,1%-a pedig nő.

## Oktatás
A város diákjai a Santiam Canyon Tankerület iskoláiban tanulnak. A gatesi általános iskola 2012-ben bezárt, helyén 2014-ben pedig speciális nevelési igényűeket kiszolgáló intézményt létesítettek.

## Közlekedés
A kisgépeket fogadó Davis repülőtér a várostól másfél kilométerre fekszik. Gates a Cherriots 30X buszjáratával közelíthető meg.

## Fordítás
- Ez a szócikk részben vagy egészben  a   Gates, Oregon című angol Wikipédia-szócikk ezen változatának fordításán alapul.  Az eredeti cikk szerkesztőit annak laptörténete sorolja fel. Ez a jelzés csupán a megfogalmazás eredetét és a szerzői jogokat jelzi, nem szolgál a cikkben szereplő információk forrásmegjelöléseként.